# 章緣
章緣（1963年—），本名張惠媛，臺灣臺南人，英文名字叫做Belinda Chang的台灣女性作家．台灣大學中文系學士、紐約大學表演文化研究碩士．至今有十本著作，七本短篇小說集、一本散文合集及兩部長篇小說。她曾是旅美作家，在《聯合報》的紐約報社當記者，現居中國大陸。

## 著作
- 《更衣室的女人》（聯合文學，1997）
- 《大水之夜》（聯合文學，2000）
- 《疫》（長篇）（聯合文學，2003）
- 《擦肩而過》（聯合文學，2005）
- 《當張愛玲的鄰居：台灣留美客的京滬生活記》（散文）（健行，2008）
- 《越界》（聯合文學，2009）
- 《雙人探戈》（聯合文學， 2011)
- 《舊愛》（聯合文學， 2012)
- 《不倫》（聯合文學， 2015)
- 《蚊疫:紐約華人的中年情事》（江蘇鳳凰文藝出版社，2015)
- 《浮城紀》（花城出版社， 2016)
- 《另一種生活》(聯合文學，2018)